# تويوتا إيكو
هذا المقال حول تويوتا إيكو صالون، للمزيد عن إيكو هاتشباك انظر تويوتا ڤيتز.
تويوتا إيكو (يطلق عليها بلاتز في اليابان) (بالإنجليزية: صدى الصوت)‏ هي إحدى الطرازات الصغيرة التي أنتجتها شركة تويوتا للسيارات.

## التاريخ
تم تقديمها بالشرق الأوسط بنسخة صالون ذات محرك سعة 1.3ل وبالولايات المتحدة بنسختين صالون وكوبيه بمحرك سعة 1.5ل. تشترك إيكو بناقل الحركة مع طرازي تويوتا بي بي (bB) وتويوتا أي إس تي (ist).
تم بيع حوالي 50 الف نسخة بالولايات المتحدة في محاولة ناجحة من تويوتا لجذب فئة الشباب، الأمر الذي دفعها لتطويرها وتعديل تصميمها لتنتج تويوتا يارس عام 2006م والتي تشترك مع إيكو في كثير من الخصائص لكنها بطابع رياضي أكثر.

## معرض صور

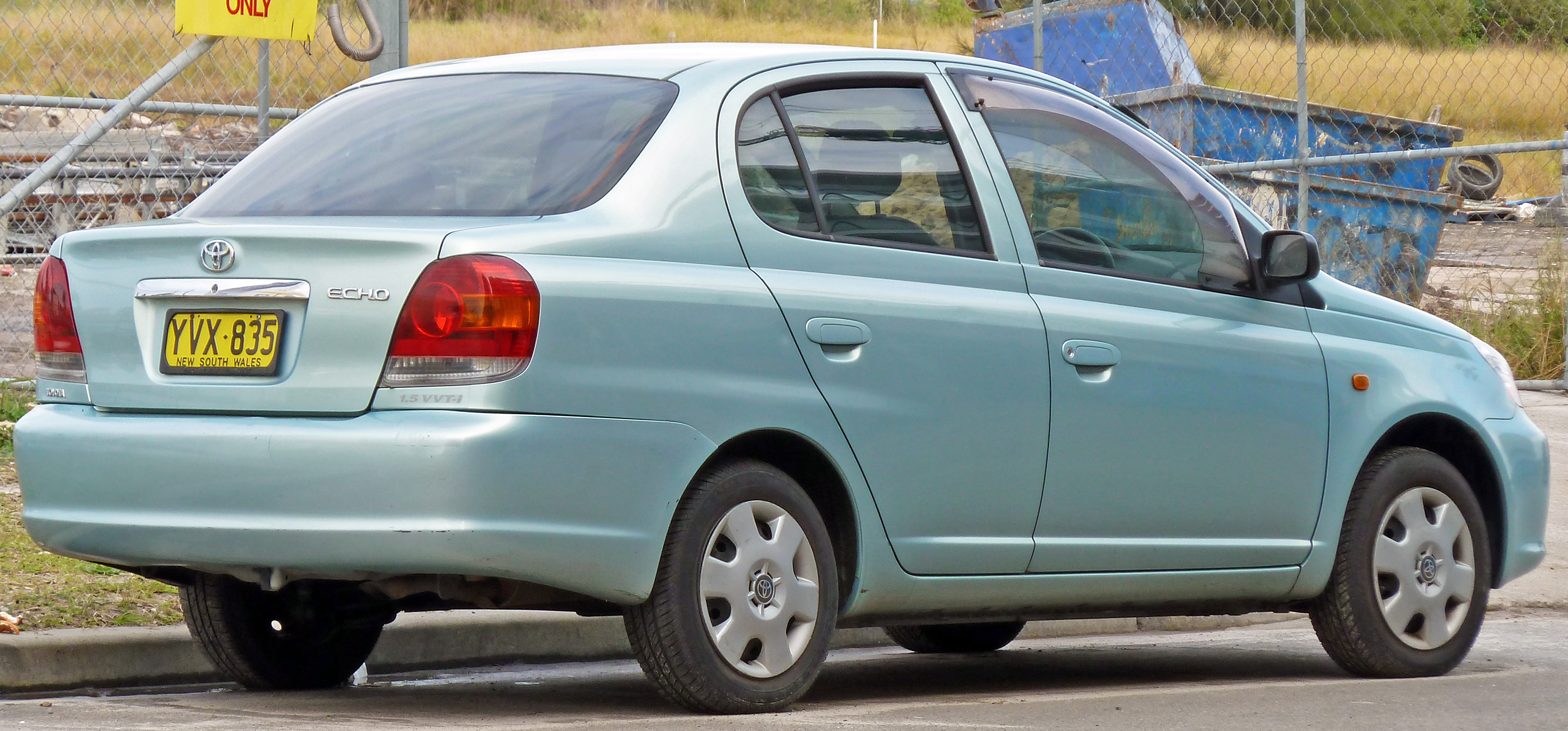
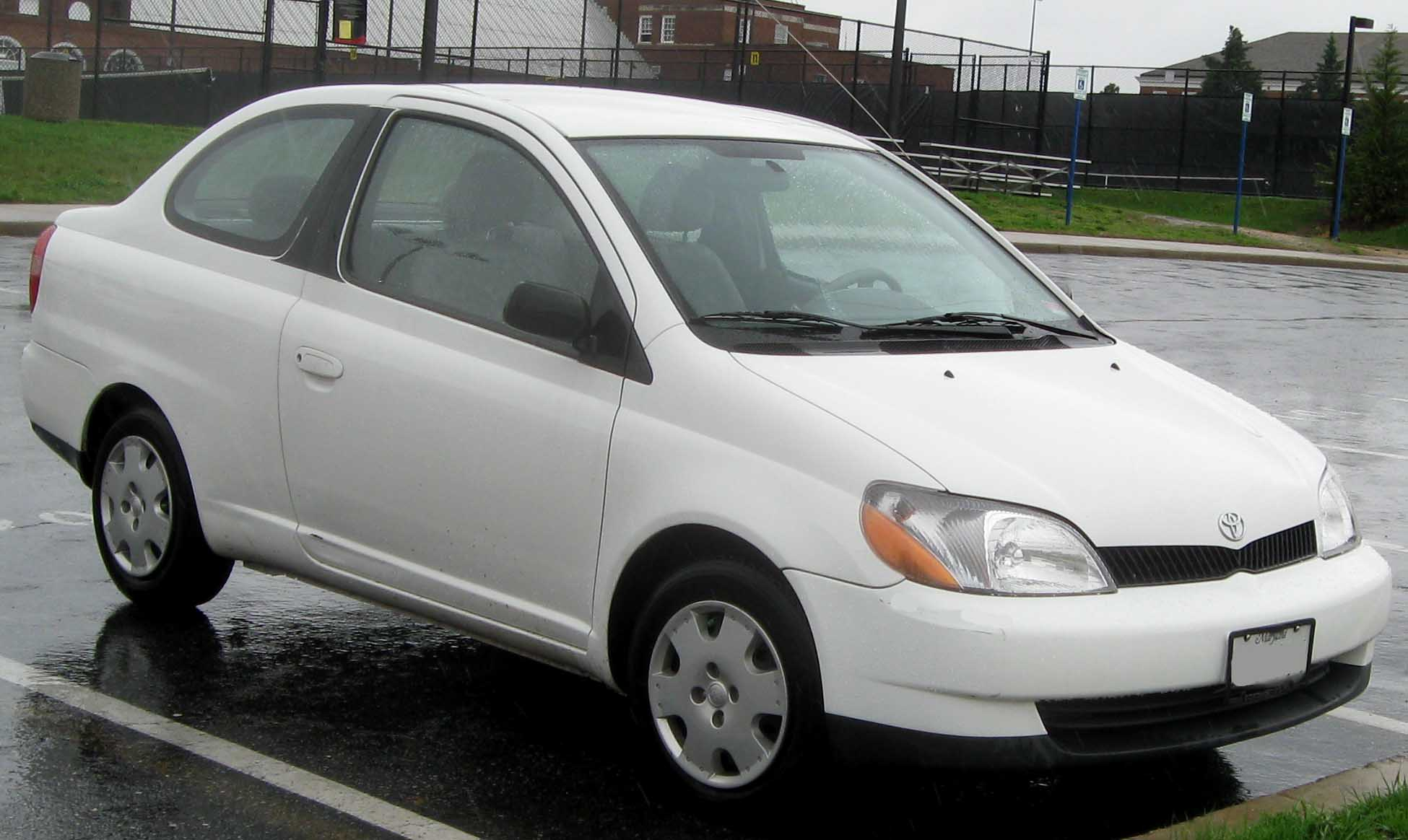
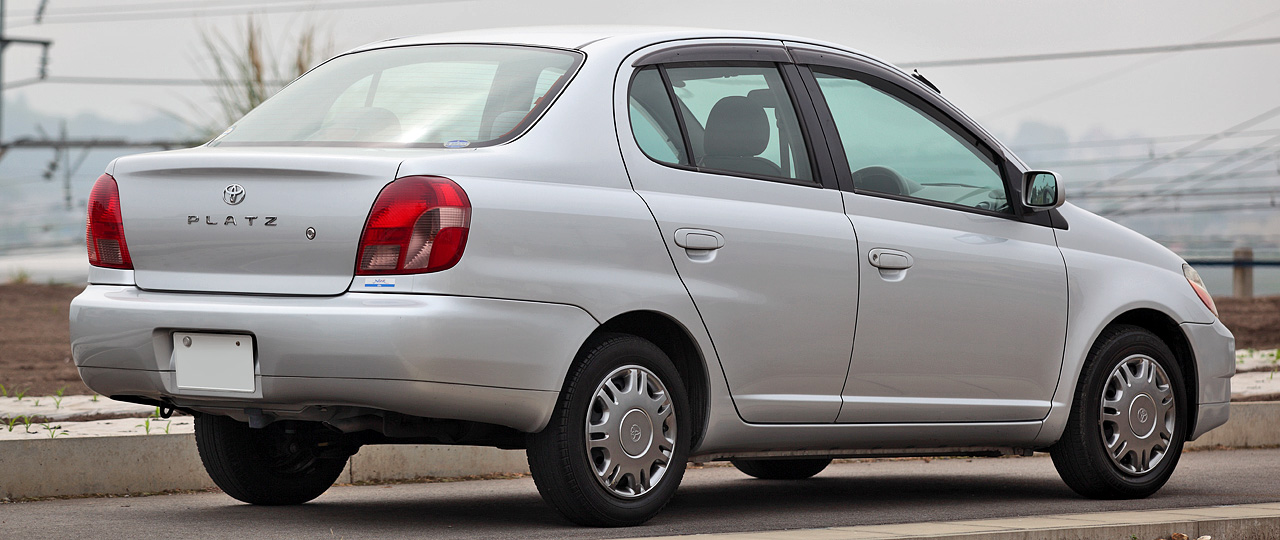
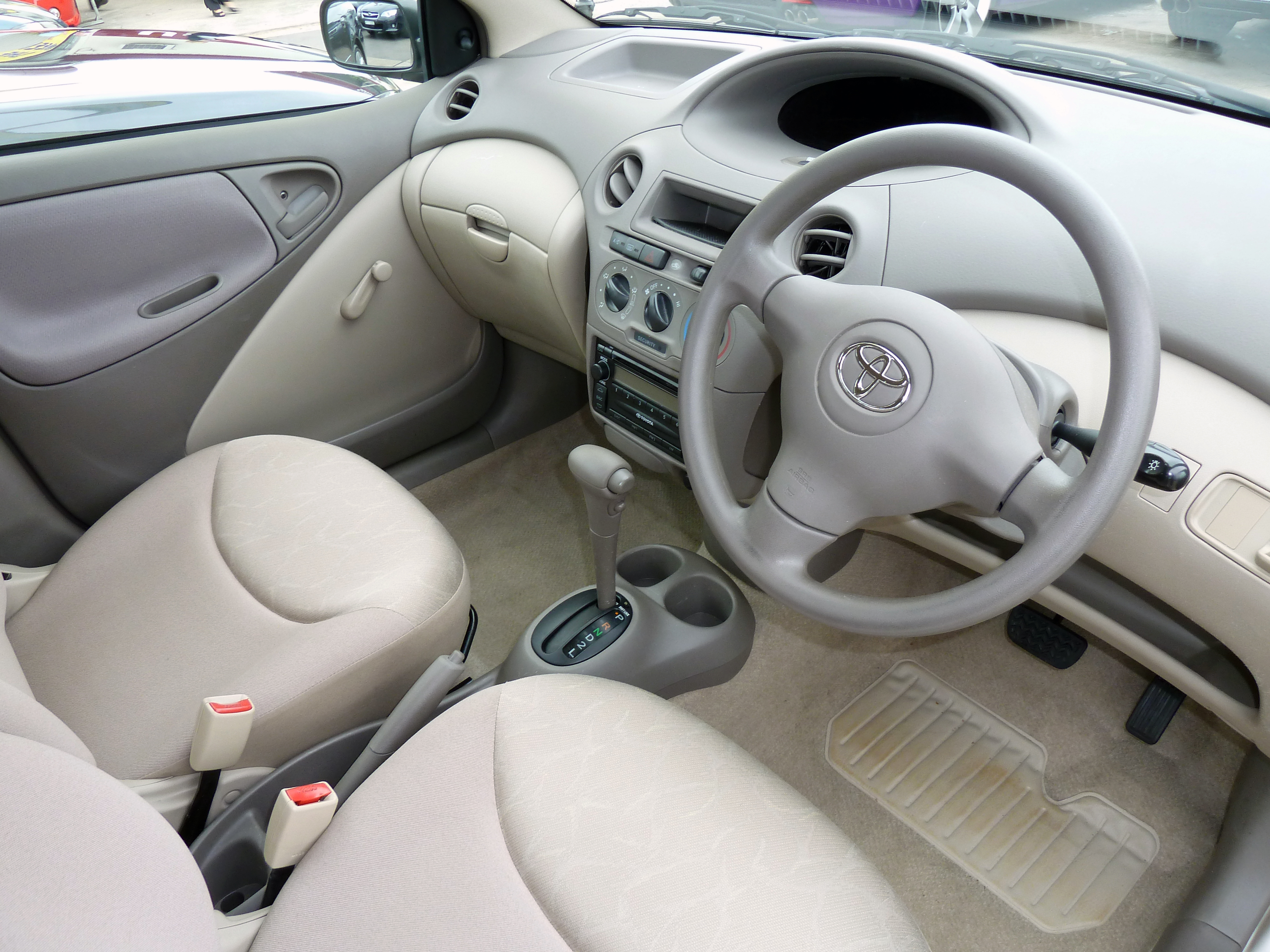
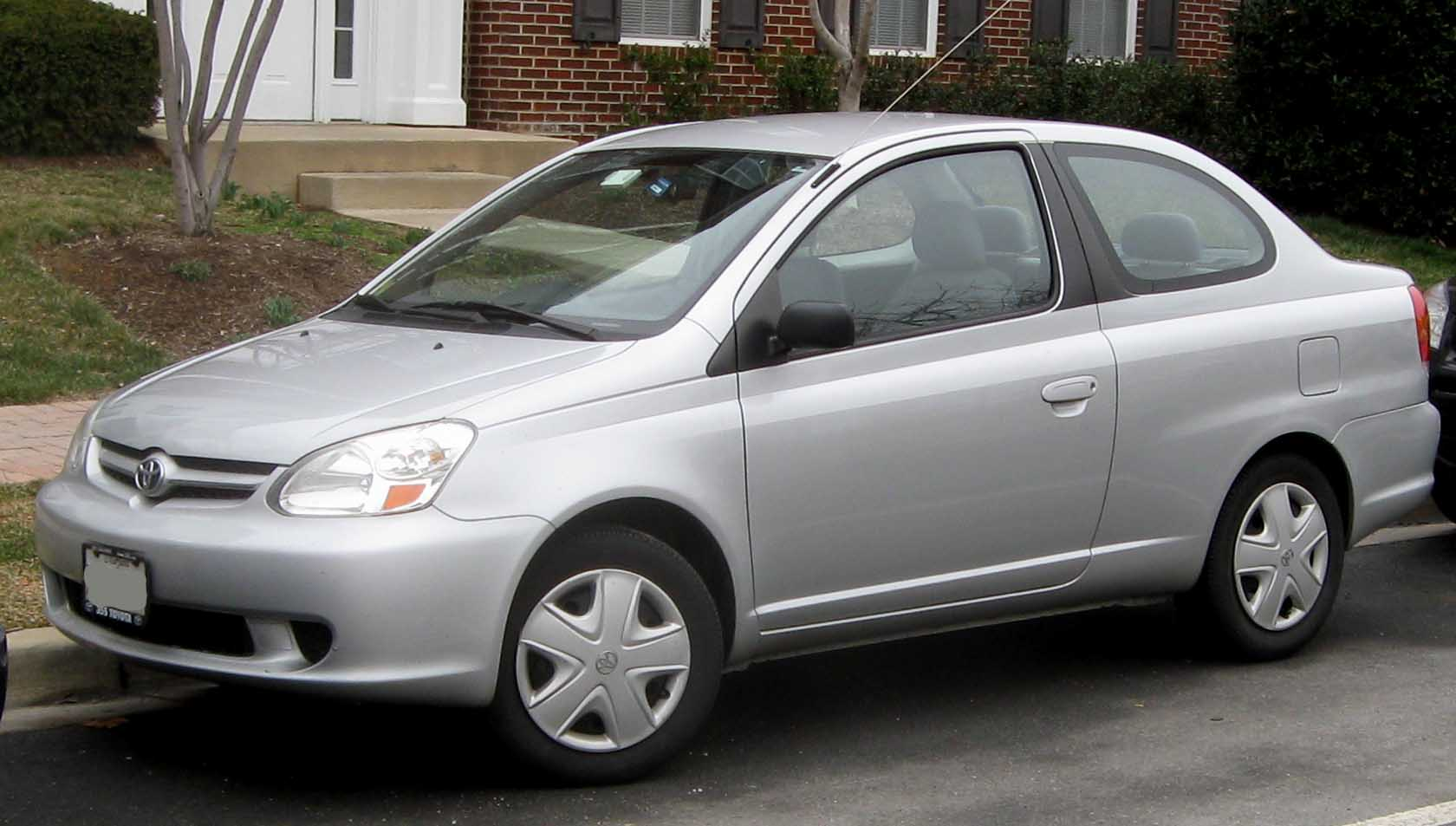
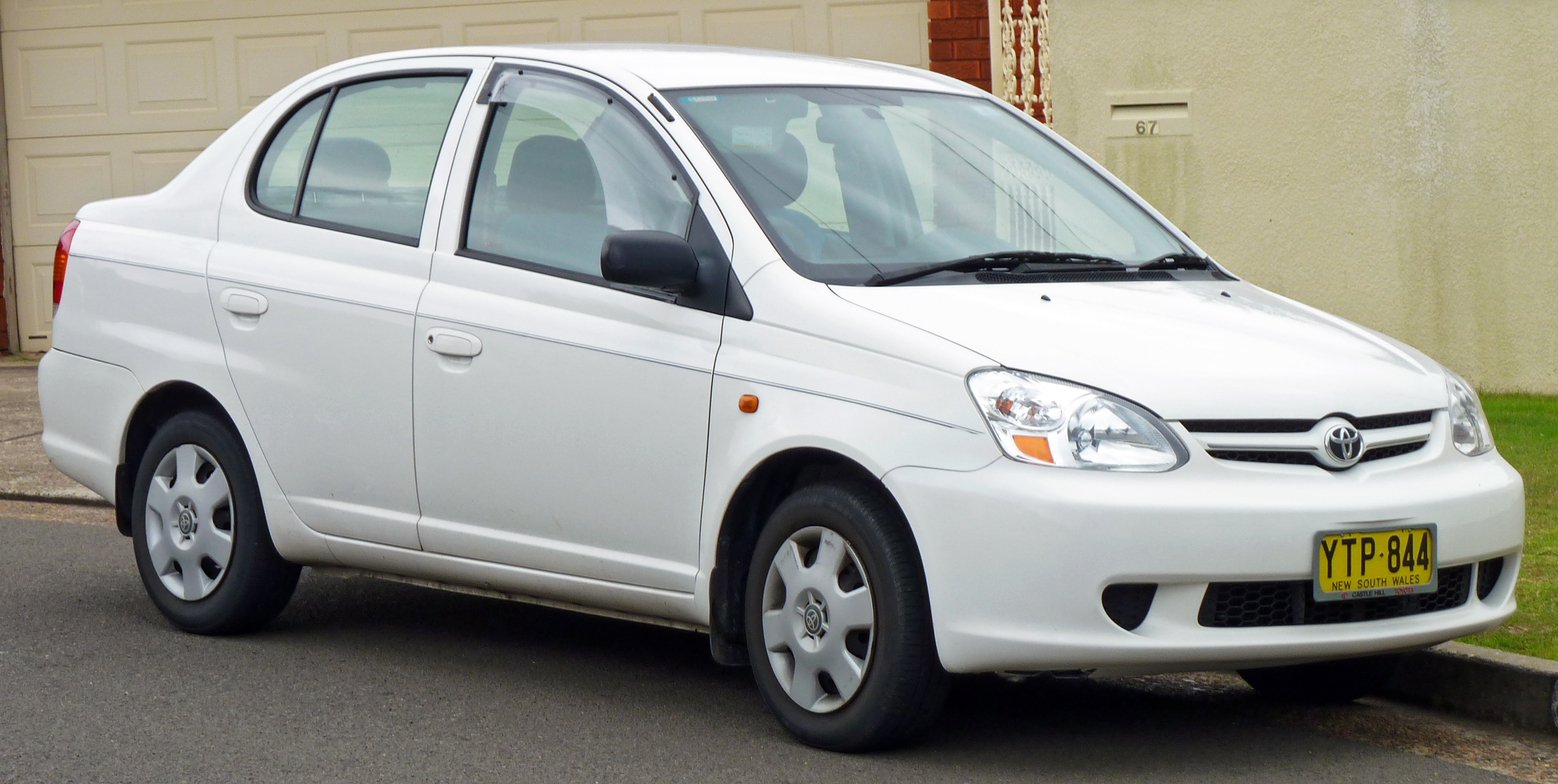